# RFL Championship 1986-87
El Championship de 1986-87 fue la 92.º edición del torneo de rugby league más importante de Inglaterra.

## Formato
Los equipos se enfrentaron en formato de todos contra todos en condición de local y de visitante, el equipo que terminó en la primera posición al finalizar el torneo se coronó campeón, mientras que los últimos cuatro equipos descendieron.
Se otorgaron 2 puntos por cada victoria, 1 por el empate y 0 por la derrota.

## Desarrollo

### Tabla de posiciones
| Pos. | Equipo               | Encuentros | Encuentros | Encuentros | Encuentros | Tantos | Tantos | Puntos |
| Pos. | Equipo               | PJ         | PG         | PE         | PP         | F      | C      | Puntos |
| ---- | -------------------- | ---------- | ---------- | ---------- | ---------- | ------ | ------ | ------ |
| 1    | Wigan Warriors       | 30         | 28         | 0          | 2          | 941    | 193    | 56     |
| 2    | St Helens RFC        | 30         | 20         | 1          | 9          | 835    | 465    | 41     |
| 3    | Warrington Wolves    | 30         | 20         | 1          | 9          | 728    | 464    | 41     |
| 4    | Castleford Tigers    | 30         | 20         | 0          | 10         | 631    | 429    | 40     |
| 5    | Halifax RLFC         | 30         | 17         | 1          | 12         | 553    | 487    | 35     |
| 6    | Hull Kingston Rovers | 30         | 16         | 0          | 14         | 446    | 531    | 32     |
| 7    | Bradford Northern    | 30         | 15         | 1          | 14         | 555    | 550    | 31     |
| 8    | Widnes Vikings       | 30         | 14         | 0          | 16         | 598    | 613    | 28     |
| 9    | Salford Red Devils   | 30         | 14         | 0          | 16         | 509    | 656    | 28     |
| 10   | Leigh Centurions     | 30         | 13         | 1          | 16         | 549    | 610    | 27     |
| 11   | Hull FC              | 30         | 13         | 1          | 16         | 538    | 650    | 27     |
| 12   | Leeds Rhinos         | 30         | 13         | 0          | 17         | 565    | 571    | 26     |
| 13   | Oldham RLFC          | 30         | 13         | 0          | 17         | 554    | 679    | 26     |
| 14   | Featherstone Rovers  | 30         | 8          | 1          | 21         | 498    | 776    | 17     |
| 15   | Barrow Raiders       | 30         | 7          | 2          | 21         | 456    | 725    | 16     |
| 16   | Wakefield Trinity    | 30         | 4          | 1          | 25         | 386    | 943    | 9      |

|  | Campeón.                      |
|  | Desciende a segunda división. |

| Bandera de Inglaterra  |
| Campeón Wigan Warriors |
| Décimo título          |